# Округ Патнам (Џорџија)
Округ Патнам (енгл. Putnam County) је округ у америчкој савезној држави Џорџија.

## Демографија
По попису из 2010. године број становника је 21.218, што је 2.406 (12,8%) становника више него 2000. године.
| Група             | 2000.          | 2010.          |
| Белци             | 12.471 (66,3%) | 14.024 (66,1%) |
| Афроамериканци    | 5.625 (29,9%)  | 5.522 (26,0%)  |
| Азијати           | 125 (0,7%)     | 107 (0,5%)     |
| Хиспаноамериканци | 407 (2,2%)     | 1.347 (6,3%)   |
| Укупно            | 18.812         | 21.218         |